# Ernobius gigas
Ernobius gigas är en skalbaggsart som först beskrevs av Étienne Mulsant och Claudius Rey 1863.  Ernobius gigas ingår i släktet Ernobius, och familjen trägnagare. Arten har ej påträffats i Sverige.